# Демократическа партия (Кипър)
Вижте пояснителната страница за други значения на Демократическа партия.
Демократическа партия (на гръцки: Δημοκρατικό Κόμμα, ΔΗKΟ) (ДИКО) е кипърска центристка политическа партия.

## История
Демократическата партия е основана на 12 май 1976 г. от Спирос Киприану. Както е посочено в декларацията си при основаването, Демократическата партия предлага „социален центризъм“, което представлява „социално сближаване, политическа перспектива, подобряване на условията на живот и развитие на човешката култура и че трябва да се споделя между цялото население, а не само между привилегированите групи от населението“. През юни 2003 г., ДИКО обявява, че се отдалечава от традиционното център-дясно политическо позициониране. Партията разработва строга и твърдолинейна позиция по кипърския проблем и силно се противопоставя на плана Анан от 2004 г. Партията също така подкрепя европейската интеграция и подкрепя необвързаната външна политика, въпреки че подкрепя Кипър да се присъедини към програмата на НАТО Партньорство за мир.
От 2000 г. до 2006 г., партията е ръководена от Тасос Пападопулос, който е президент на Кипър от 2003 г. до 2008 г. Пападопулос е наследен като лидер на ДИКО от Мариос Гароян, който е председател на Камарата на представителите от 2008 г. до 2011 г. след провеждането на вътрешно гласуване през декември 2013 г., ръководството на партията е поето от Николас Пападопулос, син на Тасос.
Традиционното трето място на Демократическата партия в парламентарните избори ѝ позволява да бъде балансьор на силите в парламента, между подкрепа за комунистическата Прогресивна партия на трудовия народ (АКЕЛ) и консервативният Демократически съюз (ДИСИ). На президентските избори през 2013 г. партията няма свой кандидат, а подкрепя Никос Анастасиадис.

### Лидери
- 1976–2000 Спирос Киприану
- 2000–2006 Тасос Пападопулос
- 2006–2013 Мариос Гароян
- 2013–сега Николас Пападопулос